# Dandong
Dandong ((xinès)), anteriorment coneguda com a Andong i Antung, és una ciutat amb nivell de prefectura de la província de la Xina de Liaoning. És la ciutat de frontera més gran de la Xina, està encarada amb la ciutat de Sinuiju de Corea del Nord a través del riu Yalu, que marca la frontera Sino-Coreana. Al sud-oest de la ciutat el riu desemboca a la Badia de Corea. Dandong té una situació estratègica i té un port important. Esta connectada per ferrocarril amb Shenyang i Sinuiju.
El seu centre administratiu té uns 2,45 milions d'habitants (2010). La part més oriental de la Gran Muralla xinesa es troba aquí.

## Ciutats agermanades
Dandong és una ciutat agermanada amb:
- Tokushima, Japó (1991)
- Doncaster, South Yorkshire, Regne Unit (1988)
- Wilmington (Carolina del Nord), Estats Units (1986)